# Centrální divize (NHL)
Centrální divize je jedna ze čtyř divizí kanadsko-americké ligy ledního hokeje NHL. NHL se dělí na 2 konference a každá z konferencí se dále dělí na 2 divize. Centrální divize spadá pod Západní konferenci. Týmy, které jsou spolu v divizi, tak spolu během sezóny NHL sehrají nejvíce zápasů a naopak nejméně zápasů sehrají s týmy z druhé konference.

## Historie
Tato divize byla založena před rozšířením ligy, před sezónou 1993/1994. V této divizi začínalo 6 týmů: Detroit Red Wings, Dallas Stars, Chicago Blackhawks, St. Louis Blues, Toronto Maple Leafs a Winnipeg Jets. Před sezonou 1996/1997 se přestěhoval z Kanady do USA tým Winnipeg Jets a přejmenoval se na Phoenix Coyotes. Před sezonou 1998/1999 došlo k dalšímu rozšíření ligy a změnila se i celá struktura ligy. Ze 4 divizí se liga přeskupila na 6 divizí ve dvou konferencích. Z původních týmů v Centrální divizi zůstali pouze Detroit Red Wings, Chicago Blackhawks, St. Louis Blues a k nim se přidal nový tým NHL: Nashville Predators. K těmto čtyřem týmům se před sezonou 2000/2001 přidal další nový tým NHL: Columbus Blue Jackets. Po reorganizaci ligy před sezónou 2013/14, kdy byl zúžen počet divizí ze šesti na čtyři, vypadl z této divize Columbus Blue Jackets a Detroit Red Wings. Naopak přibyly týmy Colorado Avalanche, Dallas Stars, Minnesota Wild a Winnipeg Jets.

## Mistři divize
| Ročník    | Vítězný tým                   |
| --------- | ----------------------------- |
| 1993/1994 | Detroit Red Wings (100 bodů)  |
| 1994/1995 | Detroit Red Wings (70 bodů)   |
| 1995/1996 | Detroit Red Wings (131 bodů)  |
| 1996/1997 | Dallas Stars (104 bodů)       |
| 1997/1998 | Dallas Stars (109 bodů)       |
| 1998/1999 | Detroit Red Wings (93 bodů)   |
| 1999/2000 | St. Louis Blues (114 bodů)    |
| 2000/2001 | Detroit Red Wings (111 bodů)  |
| 2001/2002 | Detroit Red Wings (116 bodů)  |
| 2002/2003 | Detroit Red Wings (110 bodů)  |
| 2003/2004 | Detroit Red Wings (109 bodů)  |
| 2004/2005 | Výluka NHL                    |
| 2005/2006 | Detroit Red Wings (124 bodů)  |
| 2006/2007 | Detroit Red Wings (113 bodů)  |
| 2007/2008 | Detroit Red Wings (115 bodů)  |
| 2008/2009 | Detroit Red Wings (112 bodů)  |
| 2009/2010 | Chicago Blackhawks (112 bodů) |
| 2010/2011 | Detroit Red Wings (104 bodů)  |
| 2011/2012 | St. Louis Blues (109 bodů)    |
| 2012/2013 | Chicago Blackhawks (77 bodů)  |
| 2013/2014 | Colorado Avalanche (112 bodů) |
| 2014/2015 | St. Louis Blues (109 bodů)    |

| Ročník    | Vítězný tým                    |
| --------- | ------------------------------ |
| 2015/2016 | Dallas Stars (109 bodů)        |
| 2016/2017 | Chicago Blackhawks (109 bodů)  |
| 2017/2018 | Nashville Predators (117 bodů) |
| 2018/2019 | Nashville Predators (100 bodů) |
| 2019/2020 | St. Louis Blues (94 bodů)      |
| 2020/2021 | Carolina Hurricanes (80 bodů)  |
| 2021/2022 | Colorado Avalanche (119 bodů)  |
| 2022/2023 | Colorado Avalanche (109 bodů)  |
| 2023/2024 | Dallas Stars (113 bodů)        |
| 2024/2025 | Winnipeg Jets (116 bodů)       |

## Počet titulů ve Centrální divizi
| Tým                           | Počet titulů | Roky |
| ----------------------------- | ------------ | --- |
| Detroit Red Wings             | 13           | 1993/1994, 1994/1995, 1995/1996, 1998/1999, 2000/2001, 2001/2002 2002/2003, 2003/2004, 2005/2006, 2006/2007, 2007/2008, 2008/2009, 2010/2011 |
| St. Louis Blues               | 4            | 1999/2000, 2011/2012, 2014/2015, 2019/2020                                                                                                   |
| Dallas Stars                  | 4            | 1996/1997, 1997/1998, 2015/2016, 2023/2024                                                                                                   |
| Chicago Blackhawks            | 3            | 2009/2010, 2012/2013, 2016/2017 |
| Colorado Avalanche            | 3            | 2013/2014, 2021/2022, 2022/2023 |
| Nashville Predators           | 2            | 2017/2018, 2018/2019 |
| Carolina Hurricanes           | 1            | 2020/2021 |
| Winnipeg Jets                 | 1            | 2024/2025 |
| Utah Mammoth                  | 0            | Ne |
| Arizona Coyotes               | 0            | Ne |
| Minnesota Wild                | 0            | Ne |
| Columbus Blue Jackets         | 0            | Ne |
| Winnipeg Jets/Phoenix Coyotes | 0            | Ne |
| Florida Panthers              | 0            | Ne |
| Tampa Bay Lightning           | 0            | Ne |

Tučně = týmy jsou v současné době v divizi.

## Historická tabulka
| Centrální divize      | Sez. | Z    | V   | R   | PvP | P   | GV   | GI   | B    |
| --------------------- | ---- | ---- | --- | --- | --- | --- | ---- | ---- | ---- |
| Columbus Blue Jackets | 10   | 820  | 313 | 33  | 76  | 395 | 2018 | 2482 | 738  |
| Chicago Blackhawks    | 17   | 1362 | 588 | 121 | 79  | 572 | 3807 | 3843 | 1378 |
| Dallas Stars          | 5    | 378  | 182 | 50  | 0   | 142 | 1143 | 1045 | 418  |
| Detroit Red Wings     | 17   | 1362 | 814 | 109 | 76  | 361 | 4516 | 3452 | 1815 |
| Nashville Predators   | 12   | 984  | 455 | 60  | 64  | 398 | 2588 | 2674 | 1041 |
| Phoenix Coyotes       | 2    | 164  | 73  | 19  | 0   | 72  | 464  | 470  | 165  |
| St. Louis Blues       | 17   | 1362 | 642 | 117 | 89  | 513 | 3878 | 3759 | 1491 |
| Toronto Maple Leafs   | 5    | 378  | 158 | 62  | 0   | 171 | 1086 | 1151 | 365  |
| Winnipeg Jets         | 3    | 214  | 76  | 22  | 0   | 116 | 677  | 812  | 174  |

Legenda
- Sez.: Počet sezón strávených v Centrální divizi NHL (vše od vzniku této divize, tedy od sezóny 1993/1994).
- Z: Počet zápasů v Centrální divizi NHL.
- V: Počet vítězných zápasů v Centrální divizi NHL.
- R: Počet remizových zápasů v Centrální divizi NHL. (Remízy byly možné pouze do sezóny 2003/2004.)
- PvP: Počet porážek v prodloužení nebo na závěrečné nájezdy v Centrální divizi NHL. (Tímto systémem hráno od sezóny 1999/2000.)
- P: Počet prohraných zápasů v Centrální divizi NHL.
- GV: Počet vstřelených gólů v Centrální divizi NHL.
- GI: Počet inkasovaných gólů v Centrální divizi NHL.
- B: Počet bodů v Centrální divizi NHL (vítězství 2 body, vítězství v prodloužení 2 body, porážka v prodloužení 1 bod, porážka 0 bodů).

## Rekordy

### Nejvíce
- Vítězství v divizi – Detroit Red Wings – 13×

- Vítězných zápasů v sezóně – Detroit Red Wings – 62 (1995/1996)
- Porážek v prodloužení/penaltách v sezoně – 3 týmy – 15
- Remíz v sezóně – Detroit Red Wings – 18 (1996/1997)
- Porážek v sezóně – Winnipeg Jets – 51 (1993/1994)
- Vstřelených gólů v sezóně – Detroit Red Wings – 356 (1993/1994)
- Inkasovaných gólů v sezóně – Winnipeg Jets – 344 (1993/1994)
- Bodů v sezóně – Detroit Red Wings – 131 (1995/1996)

- Vítězných zápasů celkově – Detroit Red Wings – 814
- Porážek v prodloužení/penaltách celkově – St. Louis Blues – 89
- Remíz celkově – Chicago Blackhawks – 121
- Porážek celkově – Chicago Blackhawks – 572
- Vstřelených gólů celkově – Detroit Red Wings – 4516
- Inkasovaných gólů celkově – Chicago Blackhawks – 3843
- Bodů celkově – Detroit Red Wings – 1815

### Nejméně
(U "jednosezónních" rekordů nebyla brána v potaz sezóny 1994/1995 a 2012/2013, které byly zkráceny.)
- Vítězství v divizi – 8 týmů – 0×

- Vítězných zápasů v sezóně – Chicago Blackhawks – 20 (2003/2004)
- Porážek v prodloužení/penaltách v sezoně – Nashville Predators – 0 (2001/2002)
- Remíz v sezóně – Winnipeg Jets – 6 (1995/1996)
- Porážek v sezóně – Detroit Red Wings – 13 (1995/1996)
- Vstřelených gólů v sezóně – Columbus Blue Jackets – 164 (2001/2002)
- Inkasovaných gólů v sezóně – St. Louis Blues – 165 (1999/2000)
- Bodů v sezóně – Winnipeg Jets – 57 (1993/1994)

- Vítězných zápasů celkově – Winnipeg Jets – 37
- Porážek v prodloužení/penaltách celkově – 4 týmy – 0
- Remíz celkově – Phoenix Coyotes – 19
- Porážek celkově – Colorado Avalanche – 22
- Vstřelených gólů celkově – Winnipeg Jets – 37
- Inkasovaných gólů celkově – Minnesota Wild – 206
- bodů celkově – Winnipeg Jets – 84